# Universidad de Comunicación de Zhejiang
La Universidad de Comunicación de Zhejiang CUZ por sus iniciales en inglés, y 浙江传媒学院 en chino, también es conocida como Universidad de Medios y Comunicaciones de Zhejiang (ZUMC), es una universidad pública nacional en Hangzhou, China. Es una institución de enseñanza e investigación especializada en periodismo, radio y televisión, cinematografía, publicidad, nuevos medios y redes sociales. ZUMC es una de las universidades punteras en medios y comunicación en China, y comparte esta fama con la Universidad de Comunicación de China por cultivar profesionales, talentos y especialistas en la industria de medios de comunicación sociales.

## Historia
La Universidad de Comunicación de Zhejiang es una universidad nacional en China. CUZ se conocía anteriormente como la Escuela Superior de Formación Profesional de Radio y Televisión de Zhejiang, afiliada a la administración estatal de radio, cine y televisión.
En mayo de 2004, con la aprobación del Ministerio de Educación de China, la escuela fue ascendida a universidad y cambió su nombre a Universidad de Medios y Comunicaciones de Zhejiang. En octubre de 2011, el Ministerio de Educación otorgó a la universidad el derecho de otorgar maestrías en Periodismo y Comunicación en Medios de Comunicación.
Hoy en día, casi 10.000 estudiantes a tiempo completo estudian en más de 50 programas en las 13 facultades y escuelas de ZUMC.

## Campus
CUZ tiene dos campus en el área de Hangzhou. El campus principal, ubicado en la zona de educación superior de Xiasha, tiene 52 hectáreas con una superficie de 450.000 metros cuadrados. A 60 kilómetros al este del campus de Xiasha, se encuentra el campus de Tongxiang, que tiene más de 33 hectáreas y una superficie de 160.000 metros cuadrados.

## Escuelas y colegios
CUZ integra las siguientes escuelas y colegios:
- La Escuela de Artes de Radiodifusión
- La Escuela de Electrónica e Información.
- La escuela de animación.
- La escuela de administración
- La Escuela de Culturas y Comunicaciones
- La Escuela de Diseño de Arte
- La Escuela de Creatividad Cultural
- la escuela de literatura
- La escuela de nuevos medios
- La Escuela de Periodismo y Comunicaciones
- facultad de musica
- Facultad de Artes Cinematográficas y Televisivas
- Facultad de Educación Continua
- Centro de Enseñanza de Idiomas Extranjeros
- Departamento de Educación Física Universitaria
- Departamento de Ciencias Sociales y Enseñanza

## Instalaciones
Valorado en 180 millones de RMB, CUZ está equipado con instalaciones experimentales y de enseñanza avanzadas que brindan a los estudiantes un entorno de aprendizaje profesional, eficiente y amigable. CUZ cuenta con cinco centros modelo de enseñanza experimental y 21 laboratorios, incluido uno para anunciar y presentar con práctica de dirección de transmisiones y otro para efectos digitales especiales. La Media Tower multifuncional de 22 pisos alberga 17 estudios de transmisión de varios tamaños y ha sido una base de producción para la transmisión de programas de radio y televisión, actividades de enseñanza/investigación y servicios sociales. La biblioteca del CUZ, con una colección de 960.000 libros de diversos temas, 750.000 libros electrónicos y alrededor de 50.000 artículos audiovisuales, se ha convertido en un centro regional de recursos para el estudio y la investigación de radio y televisión.

## Socios internacionales
CUZ tiene socios en el Reino Unido, EE. UU., Australia, Nueva Zelanda, Canadá, Suecia, Corea del Sur, Francia, Alemania, Italia y otras áreas y países. Más de 40 instituciones de educación superior a nivel internacional han establecido cooperación con CUZ en proyectos de intercambio de estudiantes y profesores, visitas de corta duración, formación de profesores, diversos programas conjuntos y otras actividades académicas internacionales.

## El Instituto Confucio
En julio de 2011, la CUZ y la Universidad de Ulster implantaron el Instituto Confucio en la Universidad del Ulster en Coleraine, Irlanda del Norte. El Instituto Confucio es parte de una red de 322 institutos en más de 50 países que promueven y enseñan el idioma y la cultura chinos y facilitan intercambios culturales destinados a fomentar los vínculos de colaboración con China.

## Centro de Internet y Sociedad
Fang Xingdong es el director y Jeff Yang es el secretario del Centro de Internet y Sociedad de CUZ.